# Randy Boissonnault
Pour les articles homonymes, voir Boissonnault.
Randy Boissonnault, né le 14 juillet 1970 à Morinville (Alberta, est un journaliste, enseignant et homme politique canadien membre du Parti libéral du Canada.
Il est député de la circonscription d'Edmonton-Centre à la Chambre des communes du Canada des élections fédérales de 2015 à celles de 2019, où il est défait.
Il est l'un des cinq députés ouvertement LGBT siégeant au 42e Parlement canadien, aux côtés de Rob Oliphant, Seamus O'Regan, Randall Garrison et Sheri Benson. Il est le premier député ouvertement gay élu en Alberta.
Il appartient à la minorité linguistique franco-albertaine.

## Biographie

### Jeunesse
Randy Boissonnault est né le 14 juillet 1970 dans la ville franco-albertaine de Morinville,.
Après avoir obtenu son diplôme de l'Université de l'Alberta, il étudie à l'université d'Oxford en tant que boursier Rhodes. Il travaille ensuite comme chargé de cours au Campus Saint-Jean de l'Université de l'Alberta et comme journaliste et commentateur politique pour Radio-Canada et Les Affaires.

### Carrière politique
Boissonnault est élu aux élections fédéral de 2015 dans la circonscription d'Edmonton-Centre. Il est le premier député libéral à gagner dans la circonscription depuis près d'une décennie.
Après avoir été assermenté comme député, il est nommé secrétaire parlementaire du ministre du Patrimoine canadien.
Le 15 novembre 2016, il est nommé conseiller spécial sur les questions LGBTQ2 auprès du premier ministre. Le rôle consiste à conseiller Trudeau « sur l'élaboration et la coordination du programme LGBTQ2 du gouvernement du Canada », notamment la protection des droits des LGBT au Canada et la lutte contre la discrimination actuelle et historique.
Il est battu aux élections de 2019.
De nouveau candidat lors des élections fédérales de 2021, il bat le conservateur sortant dans sa circonscription d'Edmonton Centre et revient donc à la Chambre des communes.
Le 20 novembre 2024, accusé d’avoir faussement revendiqué des racines autochtones pour en tirer un bénéfice personnel, il démissionne de son poste de ministre de l’Emploi et des Langues officielles,. Randy Boissonnault était critiqué depuis la parution d’un article du National Post révélant que l’entreprise Global Health Imports dont il est copropriétaire avait répondu à un appel d’offres public en 2020 en prétendant être une société autochtone. De manière répétée, il avait soutenu que son arrière-grand-mère était une « femme [de la nation crie] pure souche », revenant finalement sur ces déclarations.